# Segunda Expedición Antártica Chilena
La segunda expedición antártica chilena, también denominada «segunda campaña antártica chilena»  y «segunda operación antártica chilena» , se desarrolló entre el 18 de diciembre de 1947 y el 1 de marzo de 1948. 
Dentro de sus objetivos se encontrón el relevo de la primera dotación de Estación Meteorológica y Radiotelegráfica Soberanía de la Armada de Chile, la construcción de una segunda base científica en la península Antártica a cargo del Ejército de Chile, realizar exploraciones náuticas, además de toda actividad profesional y científica factible. Dentro de sus mayores logros esta la inaguracción de esta segunda base antártica por parte del Presidente Gabriel González Videla, primer Jefe de Gobierno en ejercicio en visitar el continente antártico.

## La expedición
La flotilla estuvo conformada por la fragata Covadonga y el transporte petrolero Rancagua. Partió desde el puerto de Vaplaraíso el 18 de diciembre de 1947, a bordo de la , con la misión de practicar un reconocimiento de la región e informar a la superioridad la posibilidad de establecer una base militar, lo más al sur posible.
La Base Militar Antártica General Bernardo O’Higgins Riquelme, ubicada en la península antártica, fue inaugurada el 18 de febrero de 1948 por el entonces presidente de Chile Gabriel González Videla. Su primer Comandante fue el Capitán de Ejército Hugo Schmidt Prado
Entre los miembros de la expedición estuvo el escritor Miguel Serrano, quien participó como periodista de la expedición. A partir de su experiencia, en 1948 publica el libro "La Antártica y otros Mitos", que profundizaría años después en su novela "Quien llama en los hielos" (1957). Por su parte, el propio Hugo Schmidt Prado publicaría en 1956 su libro "Base sin novedad", donde narra su visión sobre la expedición.